# Junkers Ju 290
Junkers Ju 290 je bilo štirimotorno propelersko transportno letalo z dolgim dosegom, ki so ga zasnovali med 2. svetovno vojno. Uporabljal se je tudi kot bombnik in mornariško patruljno letalo. Bil je eno izmed večjih nemških letal iz 2. svetovne vojne. Zgrajeno je bilo 65 letal.
Mornariški Ju 290 je imel iskalni radar Hohentwiel, ki je lahko z višine 500 metrov detektiral ladje do oddaljenosti 80 kilometrov, z višine 1000 metrov pa do 100 kilometrov. 

## Specifikacije (Ju 290 A-5)
Splošne karakteristike
- Posadka: 9
- Dolžina: 28,64 m (93 ft 11 in)
- Razpon kril: 42,00 m (137 ft 9 in)
- Višina: 6,83 m (22 ft 5 in)
- Površina kril: 203 m² (2191 ft²)
- Teža praznega letala: 33005 kg (72611 lb)
- Maks. vzletna teža: 44970 kg (99141 lb)
- Pogon letala: 4 ×  14-valjni zvezdasti motor BMW 801G/H, 1268 kW (1700 KM)  vsak

 Zmogljivost 
- Maks. hitrost: 440 km/h (273 mph)
- Doseg: 6150 km (3843 milj)
- Višina leta: 6000 m (19680 ft)

Oborožitev

- Strelno orožje: **2 × 20 mm MG 151 topova v zgornjem delu
  - 1 × 20 mm MG 151/20 v repu
  - 2 × MG 151/20s pri straneh
  - 1 × MG 151/20 v gondoli
  - 2 × 13 mm (.51 in) MG 131 strojnici v gondoli
- Bombe

Do 3 ton bomb, vključno z vodenimi Fritz X ali Henschel Hs 293
Letalska elektronika

FuG 200 Hohentwiel radar